# Paul Stamets
Paul E. Stamets (17 luglio 1955) è un micologo e saggista statunitense, strenuo sostenitore della micoterapia.

## Ricerca e riconoscimenti
Stamets fa parte della redazione del The International Journal of Medicinal Mushrooms, ed è consulente del "Programma per la medicina alternativa" presso la facoltà di medicina dell'Università dell'Arizona. È attivo nella ricerca sulle proprietà medicinali dei funghi, e partecipa a due studi clinici per il trattamento di cancro e HIV, finanziati dal National Institutes of Health, che mirano all'utilizzo dei funghi come terapia aggiuntiva a quelle tradizionali.
Ha depositato numerosi brevetti sulle proprietà antivirali, pesticide, e curative di alcuni tipi di micelio; il suo lavoro è stato chiamato pionieristico e visionario. Convinto sostenitore della salvaguardia della biodiversità, Stamets sostiene la ricerca sul ruolo dei funghi per il restauro ecologico.
È autore di numerosi libri ed articoli aventi ad oggetto l'identificazione e la coltivazione dei funghi, inoltre ha scoperte quattro nuove specie di funghi. È un forte sostenitore della permacoltura, di cui considera la fungicoltura un importante settore, anche se al momento sottoutilizzato. È anche un ricercatore di spicco sull'uso dei funghi nella biorimediazione, mediante processi che egli chiama micorimediazione e micofiltrazione.
Nel 1998 il Collective Heritage Institute gli ha attribuito il "Bioneers Award", nel 1999 ha vinto il "Founder of a New Northwest Award", attribuitogli dalla Pacific Rim Association of Resource Conservation and Development Councils. È stato anche inserito nella lista dei "50 visionari che stanno cambiando il tuo mondo", pubblicata nel numero di novembre/Dicembre 2008 dalla rivista statunitense Utne Reader. Nel febbraio 2010, Stamets ha ricevuto il "President's Award" dalla "Society for Ecological Restoration" in riconoscimento dei suoi contributi al restauro ecologico. Il suo lavoro è stato descritto nel film documentario The 11th Hour. È stato anche menzionato nei documentari Dirt! The Movie e 2012: Time for Change.

## Vita privata
Stamets gestisce "Fungi Perfecti", un'impresa a gestione familiare che vende kit ed attrezzature per la coltivazione dei funghi. Stamets ha due figli, Azureus e LaDena Stamets, ed è sposato con C. "Dusty" Wu Yao. Paul Stamets è anche un atleta di arti marziali, cintura nera in Taekwondo (1979) e Hwa Rang Do (1994).
È un fan di Star Trek. Nella serie live-action Star Trek: Discovery (2017-in corso) i produttori hanno chiesto la sua consulenza per sviluppare l'idea della rete miceliare universale. L'ufficiale scientifico della Flotta Stellare a bordo della Discovery, specializzato in astromicologia ed inventore del motore a spore che in un istante muove la USS Discovery nei più remoti punti della galassia, si chiama Paul Stamets.

## Libri
- Mycelium Running: How Mushrooms Can Help Save the World (2005, ISBN 1-58008-579-2)
- MycoMedicinals: An Informational Treatise on Mushrooms (1999, ISBN 0-9637971-9-0)
- Psilocybin Mushrooms of the World (1996, ISBN 0-89815-839-7)
- Growing Gourmet and Medicinal Mushrooms (1996, ISBN 1-58008-175-4)
- Mushroom Cultivator, The (1983, ISBN 0-9610798-0-0)
- Psilocybe Mushrooms & Their Allies (1978), Homestead Book Company, ISBN 0-930180-03-8)